# Nouveau Centre des Congrès de Rome
Le Centre de Congrès de Rome - La Nuvola (nom attribué par la dénomination journalistique « Nuvola », « le Nuage de Fuksas », par référence à l'étrange conception de l'auditorium à l'intérieur de la « vitrine » de verre et d'acier) est un bâtiment de Rome situé dans le quartier de l'Esposizione Universale di Roma. Conçu par le Studio Fuksas et par la société Condotte SpA depuis 2008, le complexe est destiné à doter la capitale italienne d'un centre de congrès moderne, en mesure d'accueillir des conférences, congrès, expositions et spectacles. Il a ouvert en 2016.
Le complexe occupe une surface d'environ 55 000 m2, entre les Via Cristoforo Colombo, viale Europa, viale Shakespeare, et viale Asia.
Les principaux volumes du complexe sont constitués par l'auditorium de 1 850 sièges (1 900 m2), les salles de conférence (1 300 m2), le foyer de l'auditorium (3 500 m2), et par le forum/foyer de 5 580 m2. Il comprend également une zone commerciale de 3 300 m2[réf. à confirmer].
En 2012, il a reçu à Londres le prix du meilleur site de construction du Royal Institute of British Architects.

## Histoire
En juin 1998, la municipalité de Rome (administrée par Francesco Rutelli) et l'Ente Eur lancent un Concours d'architecture international pour la conception du nouveau Centre de congrès de Rome. Le jury international, présidé par Norman Foster, proclame le 16 février 2000 la victoire du projet présenté par Massimiliano Fuksas[réf. souhaitée].
L'appel d'offres pour la conception, la construction et la gestion du centre de congrès est lancé en 2001. Il est remporté en 2002 par le Centro Congressi Italia Spa (CCI Spa). Une concession de trente ans est signée l'année suivante.

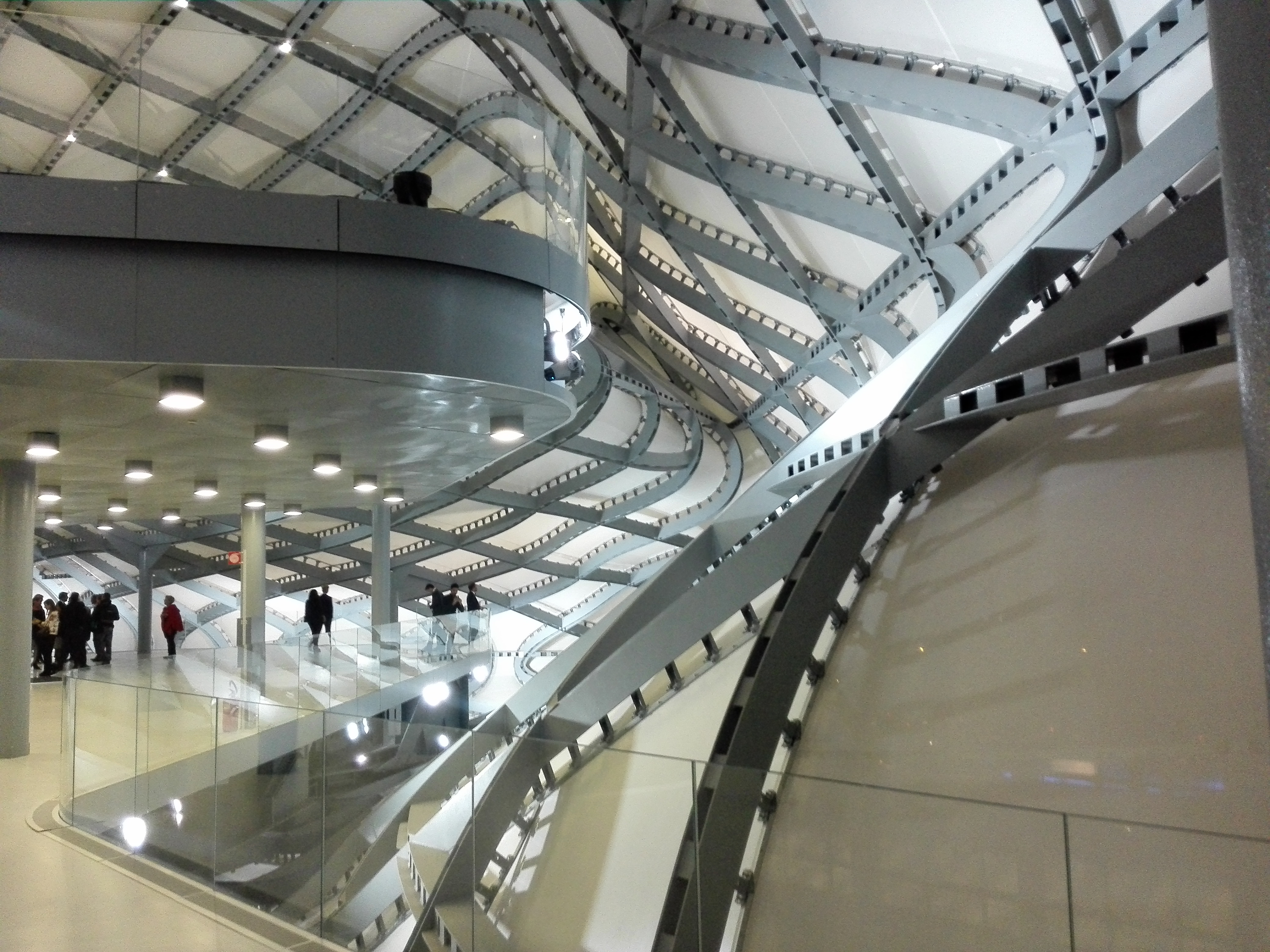
Le Foyer du Centre des Congrès

La pose de la Première pierre a lieu le 11 décembre 2007, en présence de l'architecte Massimiliano Fuksas et du maire de Rome Walter Veltroni. Les travaux débutent en février 2008. En décembre 2013, les travaux ont failli être interrompus en raison des restrictions budgétaires de la municipalité, mais l'intervention du gouvernement a permis la poursuite des travaux grâce à l'attribution d'un prêt de 100 millions d'euros, remboursable en trente ans. Ce crédit devait permettre l'ouverture à temps pour l'Exposition universelle de 2015, mais en mars 2014, l'architecte Fuksas a exprimé son scepticisme quant à l'achèvement dans les délais prescrits.
A la même époque,[Quand ?], EUR SPA, en difficultés financières, a été contraint de vendre une partie de ses actifs immobiliers à l'Inail (Instituto nazionale Aasicurazione infortuni sul lavoro) pour éviter la liquidation.
Le centre est finalement ouvert le 29 octobre 2016 en présence du Président du Conseil Matteo Renzi, de la maire de Rome Virginia Raggi et de l'architecte Massimiliano Fuksas. Le propriétaire du Centre des congrès est EUR Spa, société contrôlée à 90 % par le Ministère de l'Économie et des Finances et à 10 % par la Ville métropolitaine de Rome Capitale.

## Projet
Le projet du nouveau Centre de Conférences se compose de trois entités distinctes:
- La partie souterraine, qui comprend les salles de l'auditorium/polyvalentes, les salles de réunion, le concorse (l'espace qui relie les deux entrées), des services annexes et un parking;
- Le « teca », qui abrite le « Nuage », l'auditorium de 1 850 sièges;
- La « lame », un hôtel de 441 chambres.

### La Vitrine
La « Vitrine » est la construction polygonale en verre, acier et pierre qui contient le « Nuage », l'auditorium qui caractérise l'ensemble du Centre de Congrès.
L'habillage est constitué par un double-mur de façade et a une fonction d'isolation et de protection contre les rayons du soleil, il contient les zones et parcours d'urgence, aéré par des perforations dans la paroi extérieure.

### Le Nuage
Le « Nuage » est la caractéristique de la structure du projet. Il contient l'auditorium de 1850 places et des services associés (hall d'accueil, bar, vestiaire, salles de bains, vestiaires, salles de traduction et de stockage).
Il est connecté à la "Vitrine" par une passerelle suspendue. L'auditorium peut former un ensemble indépendant des autres activités du congrès

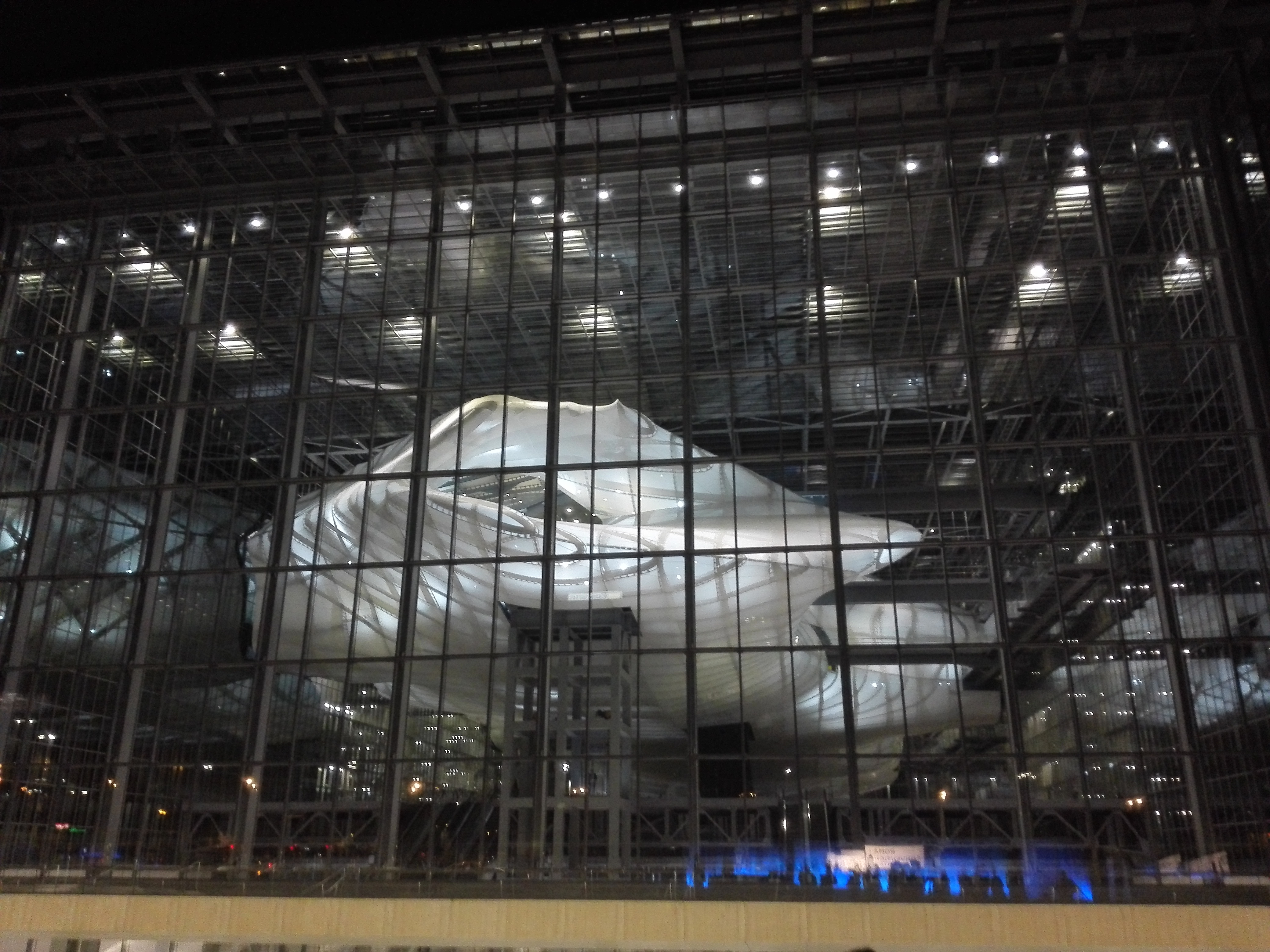
Le Nuage de Fuksas

### La Lame
L'hôtel avec un haut standard de qualité se compose de 441 chambres, réparties en chambres standard et des suites dans les deux derniers étages.
Le bâtiment a une hauteur totale de 56 m et comprend 17 étages. L'entrée principale est située sur l'avenue de l'Europe.

## Les événements
Le complexe a accueilli quelques événements dès 2013, bien qu'à l'époque, il soit encore en cours de construction :
- 11 mars 2013 : la présentation du nouveau HTC One[6].
- 25-27 janvier 2014 : un défilé de mode de concepteur de Gattinoni[7].

### 2017
- 23-25 mai: Forum de l'administration publique ;
- 6-10 décembre: Piu libri piu liberi.

### 2018
- 14 avril: EPrix de Rome
- 26-27 septembre: Cybertech 2018;[réf. nécessaire]
- 7-12 octobre: conférence annuelle de l'IBA - International Bar Association (première édition italienne);
- 14-18 octobre: Congrès conjoint des sociétés scientifiques italiennes de chirurgie ;
- 27 octobre: XLIX Congrès national de neurologie ;
- 8-9 novembre: Huawei Eco Connect Europe ;
- 5 au 9 décembre: Piu libri piu liberi

### 2019
- 31 janvier - 13 février : Roma Sposa 2019
- Avril: la Formule E retourne dans les anciennes ruines de Rome. ;
- Mai: TEDxRoma 2019, Conseil national des comptables agréés et experts-comptables, Forum PA 2019, 17e SOI - Congrès international ;
- Juin: ESGAR 2019, Welfare Day 2019, Assemblée nationale de Confartigianat, dîner avec Unindustria ;
- Septembre: Cybertech Europe 2019 ;
- Octobre: Roma Sposa 2019, 50e Congrès international SIDO, 73e Congrès national SIAARTI - ICARE, AIS Lazio - Toutes les routes mènent à Vitae ;
- Novembre: Exellence 2019, Roma Food Exibition ;
- Décembre: Piu libri piu liberi 2019.

### 2020
- Janvier : Journée de l'hôtellerie.
- Février : Comptables - Etats Généraux de la Profession 2020.
- Juillet : Conseil national confédéral de l'UIL.
- Septembre-octobre : Concerts au Cloud (Teatro dell'Opera di Roma).

### 2021
- Octobre : 75e Congrès National SIAARTI-ICARE 2021 ;
- 30 et 31 octobre : Sommet du G20 de 2021 : Hommes, Planète, Prospérité.
- Novembre : Foire d'Art contemporain Roma Arte in Nuvola.
- Décembre : Piu libri piu liberi 2021.

### 2022
- Mai : Célébrations du 160e anniversaire de Poste Italiane.
- Octobre : Le cri pour la paix. Religions et cultures en dialogue, rencontre internationale pour la paix organisée par la Communauté de Sant’Egidio.
- Novembre : Excellence 2022, foire-congrès sur la gastronomie et le vin (10-12 novembre).
- Décembre: Piu libri piu liberi 2022.